# Хардтнер (Канзас)
Хардтнер (енгл. Hardtner) град је у америчкој савезној држави Канзас.

## Демографија
По попису из 2010. године број становника је 172, што је 27 (-13,6%) становника мање него 2000. године.
| Група             | 2000.       | 2010.       |
| Белци             | 196 (98,5%) | 162 (94,2%) |
| Афроамериканци    | 0 (0,0%)    | 0 (0,0%)    |
| Азијати           | 0 (0,0%)    | 1 (0,6%)    |
| Хиспаноамериканци | 0 (0,0%)    | 3 (1,7%)    |
| Укупно            | 199         | 172         |